# Caraíba
- Commons
- Wikispecies

Caraíba é o nome de duas pequenas árvores, Cordia calocephala e C. insignis da família Boraginaceae de casca tuberosa que produz pequenas flores amareladas com os lábios inferiores estriados em vermelho, também conhecida como Carobeira, Caraúba do Campo e Para-Tudo
Ocorre em regiões de pouca densidade vegetal da Floresta Amazônica, nos campos baixos da Ilha de Marajó, e também no sul do Pantanal Matogrossense.
É tida como indicação segura de solo fértil. Sua madeira possui excelentes qualidades para várias aplicações, razão do seu nome popular "Para-tudo".

## Etimologia
Do tupi Kara'ib (sábio, inteligente).